# Cyclocross Gieten
'Cyclocross Gieten' (Memorial Radomir Simunek) was een veldritwedstrijd georganiseerd in het Nederlandse Gieten en maakte van 1989 tot en met 2021 deel uit van de Superprestige veldrijden. In 2014 werd de wedstrijd naar begin oktober verplaatst en werd de eerste klassementscross van het seizoen.

## Erelijst

### Mannen elite
| Datum      | Klassement    | Cat. | Winnaar              | Tweede              | Derde                 |
| ---------- | ------------- | ---- | -------------------- | ------------------- | --------------------- |
| 03/10/2021 | Superprestige | C1   | Toon Aerts           | Quinten Hermans     | Eli Iserbyt           |
| 11/10/2020 | Superprestige | C1   | Toon Aerts           | Eli Iserbyt         | Laurens Sweeck        |
| 13/10/2019 | Superprestige | C1   | Eli Iserbyt          | Quinten Hermans     | Corné van Kessel      |
| 14/10/2018 | Superprestige | C1   | Mathieu van der Poel | Wout van Aert       | Toon Aerts            |
| 01/10/2017 | Superprestige | C1   | Mathieu van der Poel | Wout van Aert       | Laurens Sweeck        |
| 02/10/2016 | Superprestige | C1   | Mathieu van der Poel | Wout van Aert       | Laurens Sweeck        |
| 04/10/2015 | Superprestige | C1   | Wout van Aert        | Lars van der Haar   | Tim Merlier           |
| 05/10/2014 | Superprestige | C1   | Mathieu van der Poel | Lars van der Haar   | Sven Nys              |
| 24/11/2013 | Superprestige | C1   | Niels Albert         | Lars van der Haar   | Tom Meeusen           |
| 25/11/2012 | Superprestige | C1   | Klaas Vantornout     | Sven Nys            | Kevin Pauwels         |
| 27/11/2011 | Superprestige | C1   | Sven Nys             | Kevin Pauwels       | Rob Peeters           |
| 28/11/2010 | Superprestige | C1   | Tom Meeusen          | Radomír Šimůnek     | Dieter Vanthourenhout |
| 29/11/2009 | Superprestige | C1   | Sven Nys             | Kevin Pauwels       | Niels Albert          |
| 30/11/2008 | Superprestige | C1   | Klaas Vantornout     | Bart Wellens        | Sven Nys              |
| 25/11/2007 | Superprestige | C1   | Niels Albert         | Sven Nys            | Lars Boom             |
| 26/11/2006 | Superprestige | C1   | Sven Nys             | Gerben de Knegt     | Klaas Vantornout      |
| 27/11/2005 | Superprestige | C1   | Richard Groenendaal  | Sven Nys            | Gerben de Knegt       |
| 28/11/2004 | Superprestige |      | Sven Nys             | Bart Wellens        | Richard Groenendaal   |
| 30/11/2003 | Superprestige |      | Bart Wellens         | Tom Vannoppen       | Sven Nys              |
| 01/12/2002 | Superprestige |      | Sven Nys             | Bart Wellens        | Tom Vannoppen         |
| 25/11/2001 | Superprestige |      | Sven Nys             | Bart Wellens        | Tom Vannoppen         |
| 26/11/2000 | Superprestige |      | Richard Groenendaal  | Bart Wellens        | Peter Van Santvliet   |
| 28/11/1999 | Superprestige |      | Sven Nys             | Mario De Clercq     | Richard Groenendaal   |
| 29/11/1998 | Superprestige |      | Sven Nys             | Richard Groenendaal | Bart Wellens          |
| 30/11/1997 | Superprestige |      | Richard Groenendaal  | Adrie van der Poel  | Bart Wellens          |
| 01/12/1996 | Superprestige |      | Adrie van der Poel   | Richard Groenendaal | Peter Van Santvliet   |
| 26/11/1995 | Superprestige |      | Erwin Vervecken      | Wim de Vos          | Radomír Šimůnek       |
| 27/11/1994 | Superprestige |      | Paul Herygers        | Radomír Šimůnek     | Marc Janssens         |
| 14/11/1993 | Superprestige |      | Paul Herygers        | Erwin Vervecken     | Peter Van Santvliet   |
| 08/11/1992 | Superprestige |      | Danny De Bie         | Radomír Šimůnek     | Henk Baars            |
| 10/11/1991 | Superprestige |      | Danny De Bie         | Radomír Šimůnek     | Paul De Brauwer       |
| 11/11/1990 | Superprestige |      | Danny De Bie         | Adrie van der Poel  | Christian Houtekeete  |
| 12/11/1989 | Superprestige |      | Paul De Brauwer      | Danny De Bie        | Henk Baars            |
| 13/11/1988 | Losse cross   |      | Paul De Brauwer      | Martin Hendriks     | Hennie Stamsnijder    |
| 15/11/1987 | Losse cross   |      | Roland Liboton       | Martin Hendriks     | Radomír Šimůnek       |
| 09/11/1986 | Losse cross   |      | Paul De Brauwer      | Adrie van der Poel  | Martin Hendriks       |
| 10/11/1985 | Losse cross   |      | Roland Liboton       | Martin Hendriks     | Hennie Stamsnijder    |
| 11/11/1984 | Losse cross   |      | Radomír Šimůnek      | Frank van Bakel     | Reinier Groenendaal   |
| 13/11/1983 | Losse cross   |      | Reinier Groenendaal  | Cees van der Wereld | Johan Ghyllebert      |
| 07/11/1982 | Losse cross   |      | Reinier Groenendaal  | Johan Ghyllebert    | Cees van der Wereld   |
| 07/10/1981 | Losse cross   |      | Reinier Groenendaal  | Johan Ghyllebert    | Cees van der Wereld   |
| 05/10/1980 | Losse cross   |      | Reiner Paus          | Reinier Groenendaal | Johan Ghyllebert      |
| 11/11/1979 | Losse cross   |      | Herman Snoeijink     | Reinier Groenendaal | Hennie Stamsnijder    |
| 13/11/1977 | Losse cross   |      | Gerrit Scheffer      | Cees van der Wereld | Herman Snoeijink      |
| 14/11/1976 | Losse cross   |      | Hans Steekers        | Cees van der Wereld | Hennie Stamsnijder    |

### Vrouwen elite
| Datum      | Klassement    | Cat. | Winnaar                    | Tweede                 | Derde                  |
| ---------- | ------------- | ---- | -------------------------- | ---------------------- | ---------------------- |
| 03/10/2021 | Superprestige | C1   | Lucinda Brand              | Denise Betsema         | Annemarie Worst        |
| 11/10/2020 | Superprestige | C1   | Ceylin del Carmen Alvarado | Annemarie Worst        | Lucinda Brand          |
| 13/10/2019 | Superprestige | C1   | Ceylin del Carmen Alvarado | Sanne Cant             | Yara Kastelijn         |
| 14/10/2018 | Superprestige | C1   | Annemarie Worst            | Marianne Vos           | Alice Maria Arzuffi    |
| 01/10/2017 | Superprestige | C1   | Maud Kaptheijns            | Nikki Brammeier        | Sophie de Boer         |
| 02/10/2016 | Superprestige | C1   | Sanne Cant                 | Lucinda Brand          | Sophie de Boer         |
| 04/10/2015 | Superprestige | C1   | Sanne Cant                 | Nikki Harris           | Jolien Verschueren     |
| 05/10/2014 | Superprestige | C1   | Sanne Cant                 | Ellen Van Loy          | Sophie de Boer         |
| 24/11/2013 | Superprestige | C1   | Helen Wyman                | Sanne Cant             | Sabrina Stultiens      |
| 25/11/2012 | Superprestige | C1   | Helen Wyman                | Marianne Vos           | Sanne Cant             |
| 27/11/2011 | Superprestige | C1   | Marianne Vos               | Daphny van den Brand   | Helen Wyman            |
| 28/11/2010 | Superprestige | C1   | Daphny van den Brand       | Sanne van Paassen      | Pavla Havlíková        |
| 29/11/2009 | Superprestige | C1   | Daphny van den Brand       | Marianne Vos           | Sanne van Paassen      |
| 30/11/2008 | Superprestige | C1   | Sanne van Paassen          | Loes Gunnewijk         | Pavla Havlíková        |
| 25/11/2007 | Superprestige | C1   | Pavla Havlíková            | Mirjam Melchers        | Stephanie Pohl         |
| 26/11/2006 | Superprestige | C1   | Marianne Vos               | Reza Hormes-Ravenstijn | Susanne Juranek        |
| 27/11/2005 | Superprestige | C1   | Marianne Vos               | Reza Hormes-Ravenstijn | Birgit Hollmann        |
| 28/11/2004 | Superprestige |      | Marianne Vos               | Birgit Hollmann        | Arenda Grimberg        |
| 30/11/2003 | Superprestige |      | Reza Hormes-Ravenstijn     | Marianne Vos           | Birgit Hollmann        |
| 01/12/2002 | Superprestige |      | Reza Hormes-Ravenstijn     | Marianne Vos           | Nicolle De Bie-Leijten |
| 25/11/2001 | Superprestige |      | Daphny van den Brand       | Nicolle De Bie-Leijten | Debby Mansveld         |
| 26/11/2000 | Superprestige |      | Daphny van den Brand       | Debby Mansveld         | Inge Velthuis          |
| 28/11/1999 | Superprestige |      | Daphny van den Brand       | Inge Velthuis          | Daniëlle Jansen        |
| 29/11/1998 | Superprestige |      | Daphny van den Brand       | Daniëlle Jansen        | Elly van Boxmeer       |
| 30/11/1997 | Superprestige |      | Daphny van den Brand       | Daniëlle Jansen        | Nicolle De Bie-Leijten |
| 01/12/1996 | Superprestige |      | Reza Hormes-Ravenstijn     | Mirella van Melis      | Inge Velthuis          |